# Byronský hrdina

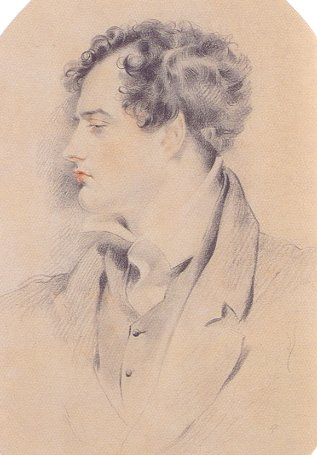
Portrét George Gordona Byrona, 1816, kresba

Byronský hrdina je idealizovaná, ale často i zkažená osoba znázorněná v životě a díle lorda Byrona. Byronova bývalá milenka Caroline Lambová ji charakterizovala jako „šílenou, zlou osobnost a je nebezpečné ji znát“. Byronský hrdina se poprvé objevil v Byronově autografickém díle, lyricko-epické skladbě Childe Haroldova pouť (1812 – 1818).

## Charakter
Byronský hrdina má typické osobní rysy, které shrnují následující charakteristiky:
- Vysoká úroveň intelektu a vnímání
- Vychytralý a schopný se přizpůsobit
- Sofistikovaný a vzdělaný
- Sebekritický a introspektivní
- Tajemný, přitažlivý a charismatický
- Usilující o mravní integritu
- Má vysokou schopnost svádění a sexuální přitažlivost
- Společenský a sexuálně dominující
- Emočně nevyrovnaný, trpící bipolární poruchou, náladový
- Žijící v exilu, vyděděnec, psanec
- S „temnými“ vlastnostmi, které obvykle nejsou připisovány hrdinům
- Pohrdající hodnostmi a výsadami
- V jeho minulosti jsou tížívá tajemství
- Cynický
- Arogantní
- Sebe-destruktivní

## Historie
Poprvé se byronský hrdina objevil v moderním eposu Childe Haroldova pouť, dále pak v mnoha dalších Byronových dílech, včetně poem na orientální téma Džaur (1813), Korzár (1814) a Lara (1814) a v dramatické básni Manfréd (1817). 
Byron ovlivnil mnohé autory a umělce hnutí romantismu a spisovatele gotického románu v 19. století a sám se stal modelem pro titulní postavu románu Glenarvon (1816), který napsala jeho bývalá milenka Carolina Lambová a pro postavu lorda Ruthvena ve Vampírovi (1819), který napsal jeho osobní lékař John Polidori.
Další literární postavy ovlivněné byronským hrdinou.
- kněz Claudius Frollo, Victor Hugo, Chrám Matky Boží v Paříži, 1831
- Edmond Dantès, Alexandre Dumas starší, Hrabě Monte Cristo, 1845
- Heathcliff, Emily Brontëová, Na Větrné hůrce, 1847
- Rochester, Charlotte Brontëová, Jana Eyrová, 1847
- John Thornton, Elizabeth Gaskellová, Sever a jih, 1855
- Fantom Erik, Gaston Leroux, Fantom opery, 1911.

Literární badatelé také nacházejí paralelu mezi byronským hrdinou a osamělým hrdinou v ruské literatuře. Zvláště v osamělém hloubání a odporu k tradičním hodnotám hlavního hrdiny románu Alexandra Puškina Evžen Oněgin (1833) jsou patrny vlastností byronského hrdiny z Childe Halroldovy pouti (Vladimir Nabokov uvedl v komentáři, že Puškin četl Byrona během let v exilu, tedy dříve než napsal Evžena Oněgina). Stejně tak Michail Jurjevič Lermontov oživil byronského hrdinu v postavě Pečorina v románu z roku 1840 Hrdina naší doby.

## Současnost
Byronský hrdina je také hlavní postavou mnoha soudobých děl.
- Stephen Dedalus, James Joyce, Portrét umělce v jinošských letech, 1916
- Batman, komiksový hrdina, 1939
- mistr Jehudi, Paul Auster, Mr. Vertigo, 1994 [2]
- Lestat de Lioncourt, Anne Riceová, Interview s upírem, 1994
- Edward Cullen, Stephenie Meyerová, Stmívání[3], 2005–2008
- Temný rytíř, film, 2008
- Christian Grey, E. L. James, Padesát odstínů šedi 2011 [4]